# Ella T. Grasso
Pour les articles homonymes, voir Grasso.
Ella T. Grasso, née le 10 mai 1919 et morte le 5 février 1981 est une femme politique démocrate américaine. Première femme et 83e gouverneur du Connecticut entre 1975 et 1980, elle est également la première gouverneure à ne pas être l’épouse ou la veuve d'un précédent gouverneur, la première à être élue deux fois gouverneur consécutivement et la première à démissionner (pour raisons de santé). Elle a aussi occupé le poste de représentante du Connecticut entre 1971 et 1975.
En 1975, elle fait partie des personnalités de l'année selon Time Magazine parmi « Les Américaines ».

## Biographie
Ella Rosa Giovianna Oliva Tambussi est née à Windsor Locks, dans le Connecticut, de parents immigrants italiens, Maria Oliva et James Giacomo Tambussi, un ouvrier de moulin. Ella Tambussi a appris à parler couramment l'italien avec ses parents. Elle a fréquenté l'école Chaffee à Windsor. Bien qu'elle se soit distinguée à Chaffee et ait été désignée comme la plus susceptible de devenir maire dans l'annuaire scolaire, Ella Tambussi a déclaré qu'elle se sentait souvent mal à l'aise en tant que personne venant d'une ville pauvre. Elle a ensuite étudié la sociologie et l'économie au Mount Holyoke College, à South Hadley, dans le Massachusetts, où elle a obtenu son baccalauréat en 1940. Deux ans plus tard, elle a obtenu une maîtrise, également du Mount Holyoke.
Après l'obtention de son diplôme, Ella Tambussi a travaillé comme chercheuse pour la Commission de la main-d'œuvre de guerre à Washington, D.C., atteignant le poste de directrice adjointe de la recherche, avant de quitter la Commission en 1946. Elle a épousé Thomas Grasso, directeur d'école, en 1942 ; ils ont eu deux enfants, Susanne et James. Ensemble, les Grasso possédaient un cinéma, qu'ils exploitaient l'été, Ella Grasso vendant les tickets à la billetterie. Pendant son mandat à la Chambre des représentants des États-Unis, sa famille est restée au Connecticut, tandis qu'Ella T. Grasso faisait la navette entre Washington, D.C. et chez elle le week-end. Thomas Grasso a pris sa retraite lorsque sa femme est devenue gouverneure.

### Carrière politique
En 1952, Ella T. Grasso est élue à la Chambre des représentants du Connecticut et a servi jusqu’en 1957. En 1958, elle est élue secrétaire d’État du Connecticut et réélue en 1962 et 1966. Elle a été l’une des architectes de la Constitution de l’État de 1960, remplaçant la précédente de 1818.

#### Chambre des représentants
Thomas Meskill, représentant du sixième district du Connecticut au Congrès des États-Unis, a choisi de se présenter au poste de gouverneur, laissant son district ouvert. Ella Grosso annonce alors qu’elle se présenterait à l’investiture démocrate pour ce district. Elle affronte le républicain Richard Kilborn lors des élections générales et le bat de justesse par 4 063 voix. Au cours de son mandat, avec d’autres membres de la Chambre, elle signe un télégramme au président Nixon protestant contre l’opération Linebacker II et demandant l’arrêt de tous les bombardements au Vietnam.
Ella T. Grasso est réélue à la Chambre en 1972 contre John F. Walsh, par un score plus confortable de 140 290 voix contre 92 783.

#### Gouverneure du Connecticut
Le 20 juillet 1974, Grasso a été désignée candidate par acclamation des délégués démocrates. Son adversaire est le représentant républicain Robert Steele, qu’elle a battu par un écart de 200 000 voix. Elle devient la première femme à être élue gouverneur, mises à part les veuves qui ont succédé à leur mari décédé. 
Lors de son entrée en fonction, le Connecticut avait un déficit budgétaire de 80 millions de dollars. Conformément à sa promesse de maîtrise budgétaire, elle licencie 505 employés de l’État, réduit les subventions aux villes de 6 millions de dollars, réduit le salaire du gouverneur et vend la limousine et l’avion de l’État.
Lors de l’élection présidentielle de 1976, Grasso soutient le sénateur Henry M. Jackson à la primaire démocrate ; les Jeunes démocrates du Connecticut tentent de la convaincre de se présenter comme une possible candidate à la vice-présidence.
Ella T. Grasso fut réélu en 1978 sans difficulté contre le représentant Ronald A. Sarasin.
Le point culminant de sa carrière a été sa gestion décisive d’une tempête de neige particulièrement dévastatrice en février 1978. Connue sous le nom de « tempête hivernale Larry » et maintenant sous celui de « blizzard de 1978 (en) », cette tempête a déversé environ 30 pouces de neige à travers l’État, paralysant les autoroutes et rendant pratiquement toutes les routes impraticables. Ella T. Grasso a « fermé l’État » par proclamation, interdit toute circulation publique ou privée sur des routes, fermé toutes les entreprises, confinant tous les citoyens à leur domicile. Cela a permis aux autorités de sauvetage et de nettoyage de dégager les axes routiers du nombre croissant de véhicules bloqués et a permis aux services publics et d’urgence d'aider les personnes confinées. La crise s’est terminée le troisième jour et Ella T. Grosso a reçu des éloges de tous les secteurs de l’État pour son leadership,. 
En mars 1980, Ella T. Grasso est diagnostiquée d’un cancer de l’ovaire et démissionne de son poste de gouverneur le 31 décembre. Peu de temps avant sa démission, le maire et le conseil municipal de Torrington, dans le Connecticut, ont signé une proclamation la remerciant pour ses services en tant que gouverneure, secrétaire d’État et représentante. Elle est décédée à l’hôpital de Hartford moins de six semaines après avoir quitté ses fonctions.

## Décorations et hommages
En 1984, le président Ronald Reagan lui décerne la médaille présidentielle de la Liberté. En 1993, elle est inscrite au National Women's Hall of Fame.

## Sources
- (en) Cet article est partiellement ou en totalité issu de l’article de Wikipédia en anglais intitulé « Ella T. Grasso » (voir la liste des auteurs).